# Liège-Guillemins vasútállomás

2013

A Liège-Guillemins vasútállomás egy vasútállomás Belgiumban, Liège városában. Az új állomásépületet a spanyol Santiago Calatrava tervezte, aki korábban a Lyon Gare de Saint-Exupéry-t és a Lisszabon Oriente pályaudvart is tervezte.
2009-ben 6,9 millió utas fordult meg itt.

## Vasútvonalak
Az állomást az alábbi vasútvonalak érintik:
- LGV Rhône-Alpes

## Kapcsolódó állomások
A vasútállomáshoz az alábbi állomások vannak a legközelebb:
- Bressoux vasútállomás
- Angleur vasútállomás
- Ans vasútállomás
- Sclessin vasútállomás
- Liège-Jonfosse vasútállomás
- Liège-Haut-Pré railway station
- Kinkempois railway station
- Val-Benoît railway station
- Liège-Vennes railway station
- Ougrée railway station

## Kapcsolódó szócikk
- HSL 3